# Marijo Tot
Marijo Tot (Županja, 2 giugno 1972) è un allenatore di calcio ed ex calciatore croato, di ruolo difensore.

## Palmarès

### Allenatore

#### Competizioni nazionali
- Coppa di Croazia: 1

Dinamo Zagabria: 2010-2011